# Cheerleaders des Dolphins de Miami
Les cheerleaders des Dolphins de Miami, (en anglais : Miami Dolphins Cheerleaders), constituent le groupe professionnel de cheerleaders ou pom-pom girl des Dolphins de Miami.

## Historique

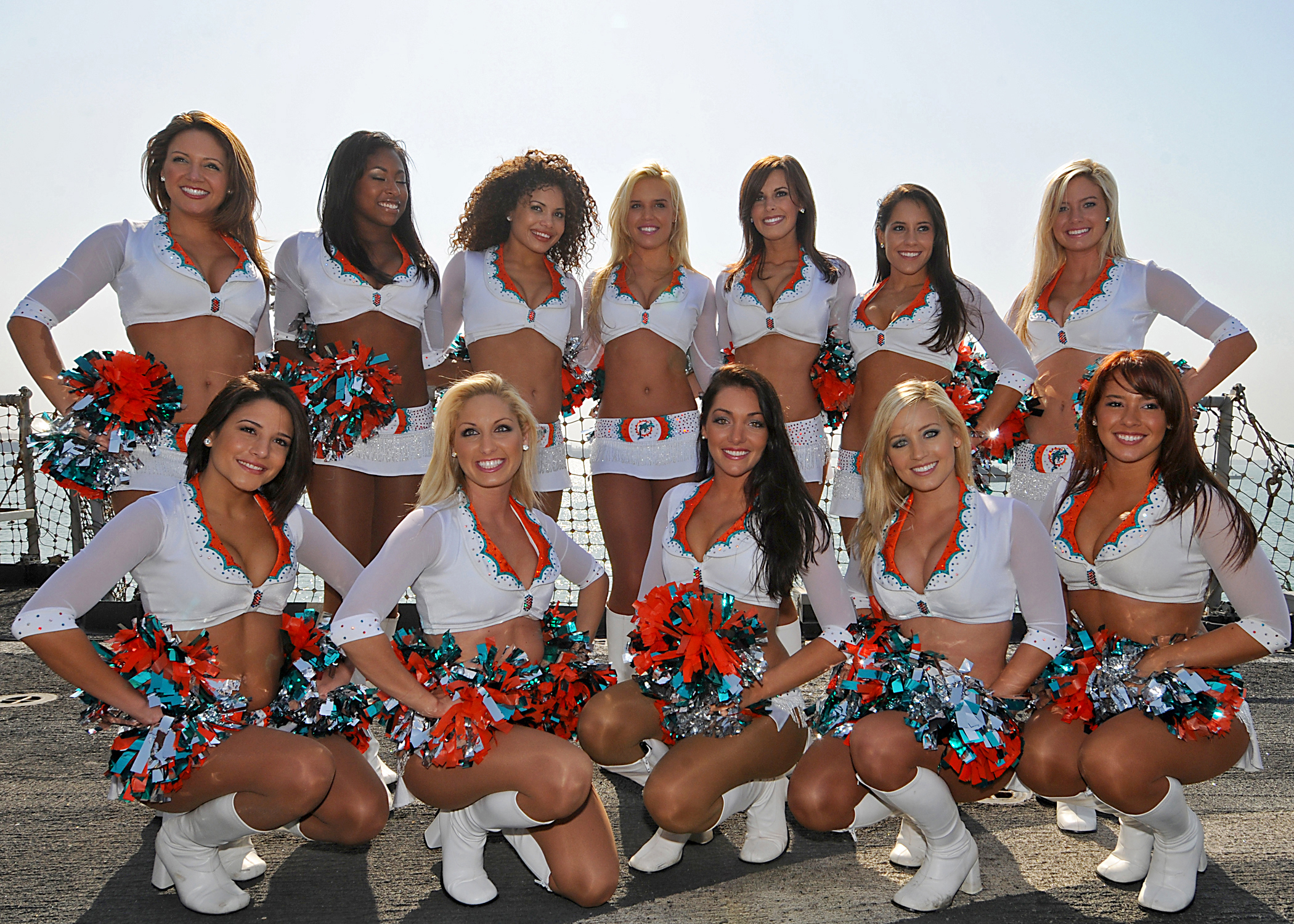
Cheerleaders des Dolphins sur l'USS Vella Gulf en 2009.

Le groupe est initialement inauguré en 1978, mais l'équipe est en réalité formée depuis 1966, l'année de la création de la franchise de football américain. Elles sont alors connues sous le nom des Dolphin Dolls, rassemblant 125 filles amatrices âgées de 8 à 18 ans. Chaque jour de match, 48 d'entre elles sont choisies pour animer l'évènement depuis le bord du terrain du Miami Orange Bowl, tandis que les autres sont dans les gradins de l'end zone. Les Dolls sont les cheerleaders officielles des Dolphins jusqu'en 1977, sous la direction de Bill Allen.
En 1978, le propriétaire de la franchise Joe Robbie décide de changer l'image des cheerleaders professionnelles, et créé en conséquence les Dolphin Starbrites. Cet effectif de trente pom-pom girls est choisi parmi plus de 300 candidates auditionnées. Ces nouvelles cheerleaders étaient sous la direction de la chorégraphe June Taylor. Les Starbrites portent à cette époque un maillot de bain une pièce et des go-go boots. Elles dansent depuis la zone d'en-but Est de l'Orange Bowl et proposent des spectacles musicaux lors de la mi-temps, accompagnées d'un orchestre de 22 cuivres.
En 1983, la franchise signe un partenariat avec Burger King pour désigner un nouveau nom pour l'équipe de cheerleaders. À l'issue du concours, les Starbrites changent leur nom pour porter leur nom actuel, les Miami Dolphins Cheerleaders. Chaque année, l'uniforme varie entre des maillots de couleur orange ou bleu-vert, parfois avec une veste ou une jupe à franges, mais conservent toujours les mêmes bottes typiques.

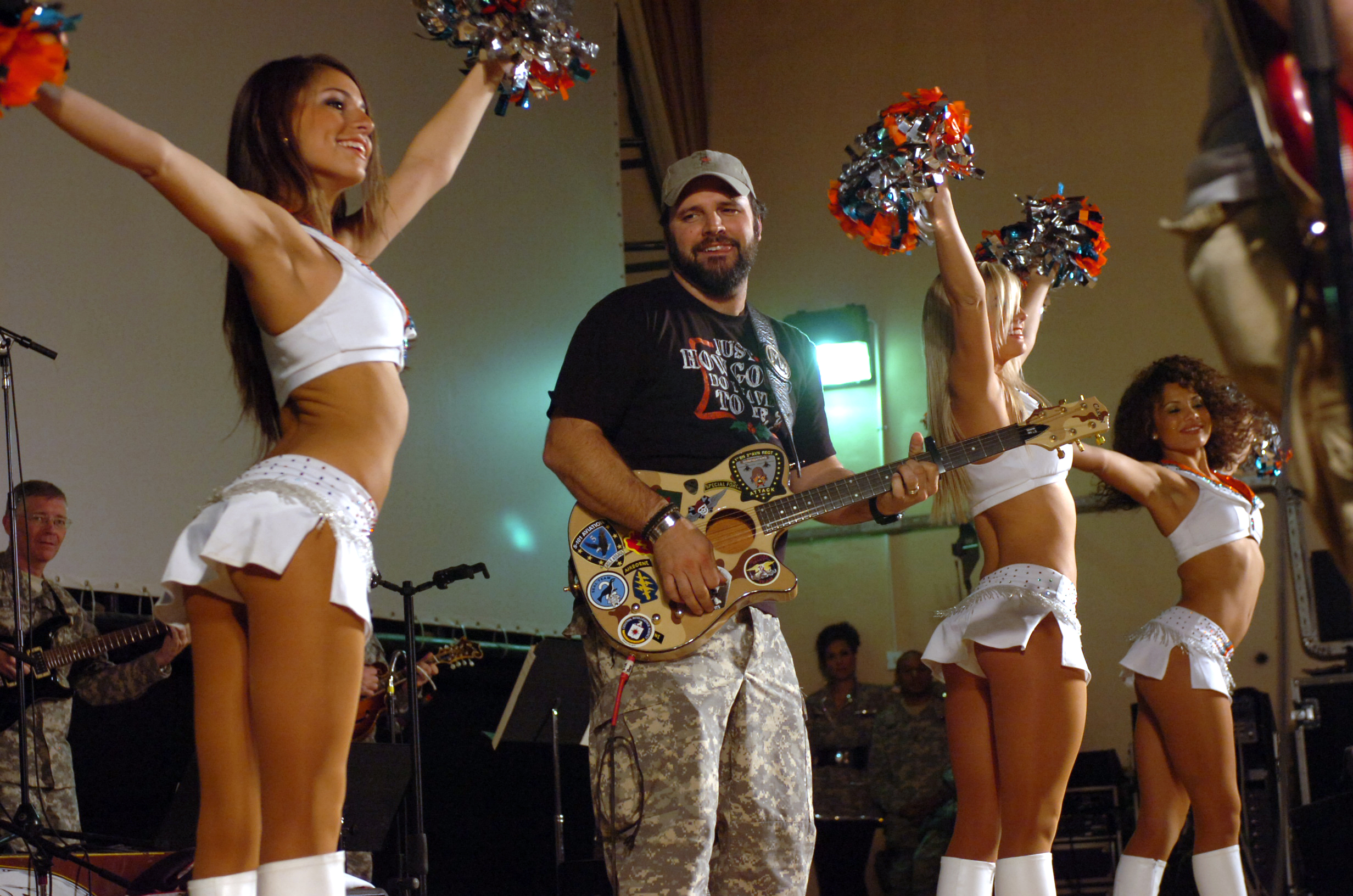
Cheerleaders des Dolphins en déplacement dans une base militaire américaine en Irak en 2008.

June Taylor se retire en 1990, tandis que Kathy Morton Shashaty, ancienne cheerleader de 1981 à 1985, devient directrice et chorégraphe de l'équipe. La tenue des filles évolue quelque peu et les bottes sont occasionnellement remplacées par des baskets. À l'occasion de son rachat de la franchise en 1994, Wayne Huizenga apporte quelques changements et ouvre une section mixte proposant des performances acrobatiques aériennes à partir du premier match de préparation de la saison. En 1996, la franchise change de visage: outre la mise en place de Jimmy Johnson en tant qu'entraîneur principal et le renommage du Joe Robbie Stadium en Pro Player Stadium, Dorie Braddy, ancienne cheerleader des Cowboys de Dallas pendant 5 ans, est recrutée pour diriger et donner une touche de glamour à l'escouade de Miami.

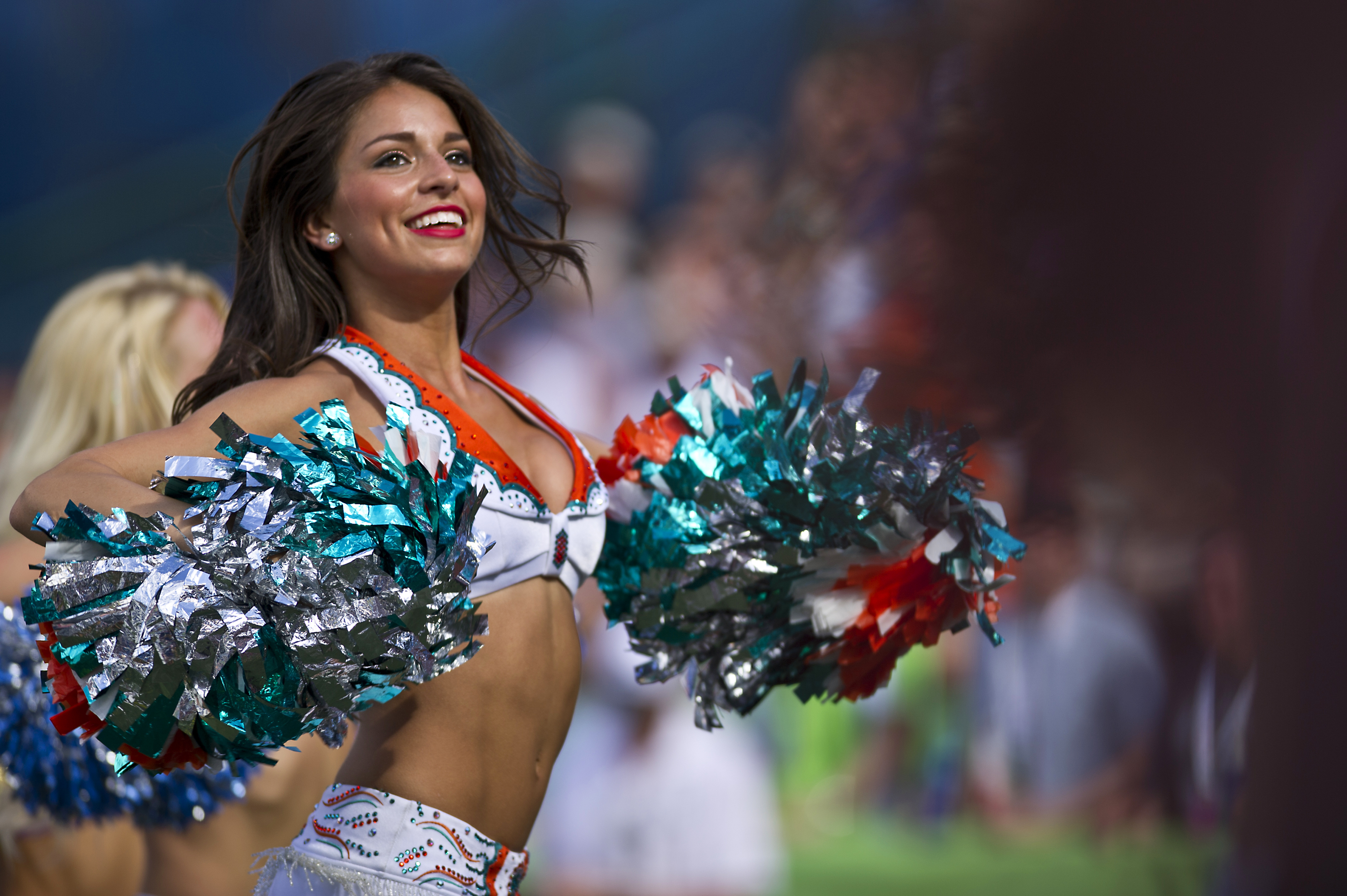
Représentante des cheerleaders des Dolphins lors du Pro Bowl 2012.

Pour le nouveau millénaire, les cheerleaders changent leur garde-robe et s'habillent d'uniformes à strass et rechaussent leurs longues bottes au blanc éclatant. L'équipe s'internationalise en voyageant autour du globe, posant pour les calendriers annuels en bikini, évoluant devant les bases militaires américaines à l'étranger, et s'impliquant dans le volontariat pour les communautés locales. Elles sont proclamées par un vote plus belles cheerleaders de la NFL et captivent les audiences à travers les médias. Elles sont aujourd'hui sous la direction d'Emily Nexton Snow, ancienne cheerleaders des Cowboys de Dallas durant 4 ans. En 2012, elles font une reprise du clip vidéo de Call Me Maybe de Carly Rae Jepsen lors de leur tournée en République dominicaine pour la préparation du calendrier annuel. À la suite du succès de la vidéo, elles réitèrent l'opération en 2013 avec une reprise de 22 de Taylor Swift.

## Logos

Évolution des logos du club de cheerleaders
Logo jusqu'en 2007.
Logo de 2007 à 2013.
Logo depuis 2013.